# Euphorbia velligera
Euphorbia velligera är en törelväxtart som beskrevs av Johannes Conrad Schauer. Euphorbia velligera ingår i släktet törlar, och familjen törelväxter. Inga underarter finns listade i Catalogue of Life.